# Polevskoj
Polevskoj (ryska: Полевской) är en stad i Sverdlovsk oblast i Ryssland. Den ligger 50 kilometer sydväst om Jekaterinburg. Folkmängden uppgår till cirka 63 000 invånare.

## Historia
Staden grundades i början av 1800-talet när kopparmalm brutits i området några årtionden. Internationellt känt har området blivit som platsen för den ryske författaren Pavel Bazjovs folksagor från Uralbergen, Malachitovaja sjkatulka ("Малахитовая шкатулка"), utgiven i Sovjetunionen 1939.